# Silas Selleck

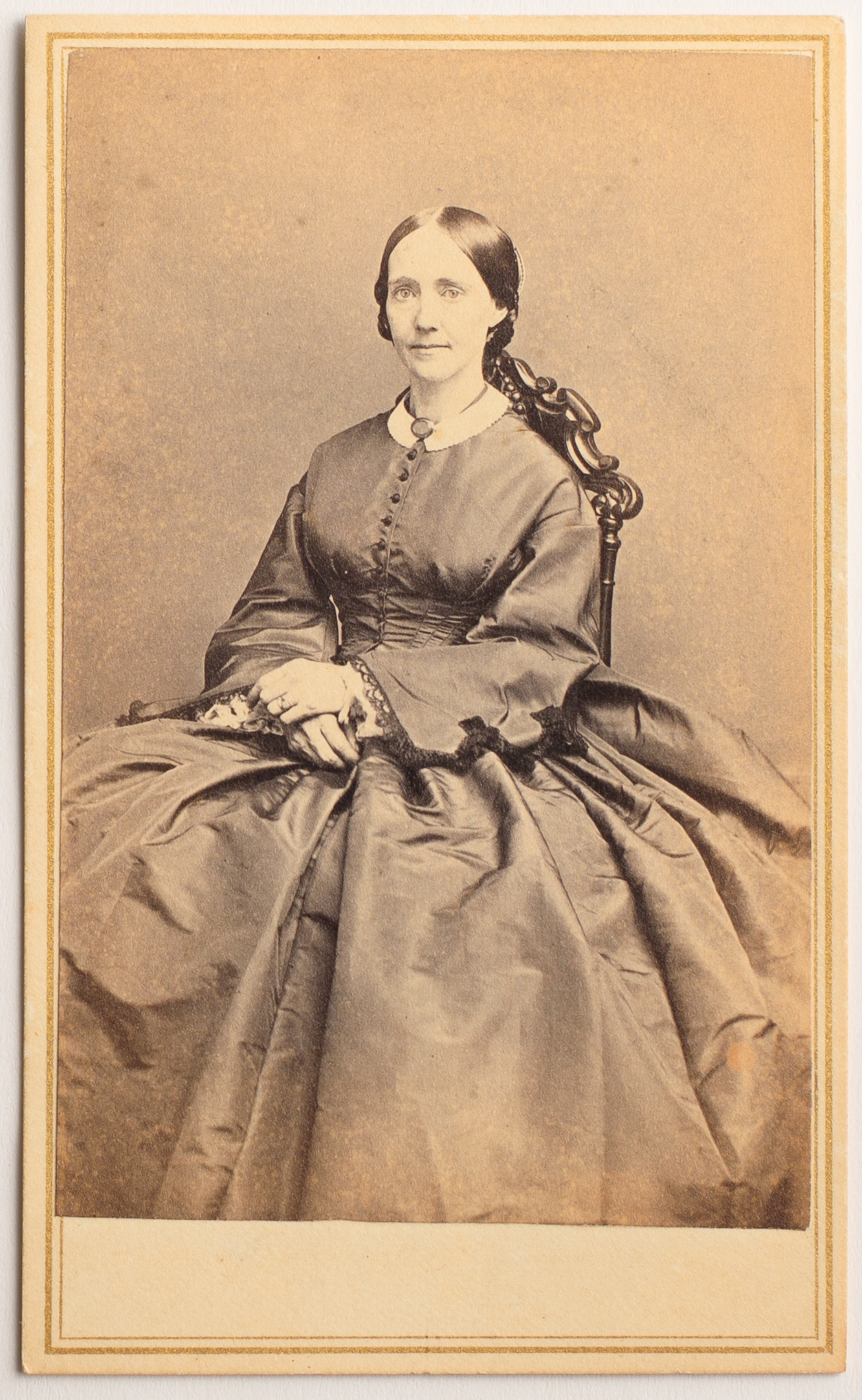
Cordelia, von Silas Selleck hergestelltes Carte de Visite-Porträt aus seiner Zeit in San Francisco (Albuminpapier auf Karton, zwischen 1862 und 1876).

Silas Wright Selleck (* zwischen 1828 und 1830 in Cold Spring, New York; † 17. Juni 1885 in San Francisco, Kalifornien) war ein amerikanischer Unternehmer, Daguerreotypist, Ambrotypist und einer der frühen Fotografen in Kalifornien. In den Jahren 1866 und 1867 war Selleck Präsident der San Francisco Photographic Artist’s Association.

## Leben und Werk

### Frühe Jahre

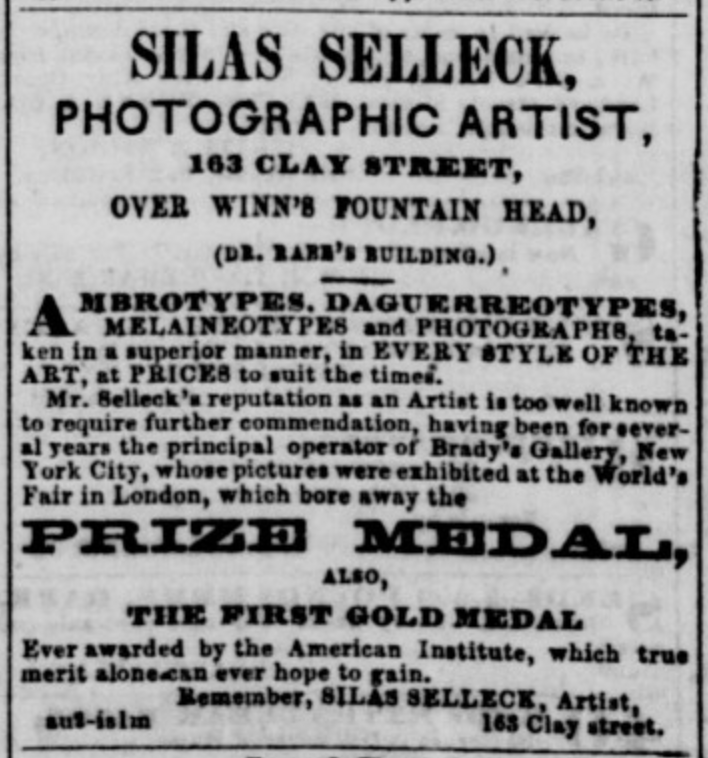
Werbeanzeige aus der Zeitung Alta California, in der Selleck unter anderem mit seiner früheren Tätigkeit für Mathew Brady wirbt (San Francisco, 1857)

Silas Wright Selleck wurde zwischen 1828 und 1830 in Cold Spring, einem kleinen Ort im Hudson Valley, geboren. Während seiner Kindheit siedelte seine Familie nach New York City über. Zwischen 1846 und 1851 arbeitete Selleck als Daguerreotypist, unter anderem für die Galerie des bekannten Fotografen und Unternehmers Mathew B. Brady. In dieser Phase lernte er auch Edward James Muggeridge kennen, der später unter dem Namen Eadweard Muybridge Berühmtheit erlangen sollte. Im Jahr 1851 nahm Selleck als Delegierter der Stadt New York an der in Utica abgehaltenen ersten Versammlung der New York State Daguerrean Association teil.

### Erste Zeit in Kalifornien
Erstmals mit Sicherheit in Kalifornien nachgewiesen ist Selleck im Zuge seiner Anstellung bei der Fotogalerie George Howard Johnsons in Sacramento. In der Zeitung Sacramento Daily Union vom 14. September 1852 wird seine Tätigkeit für Brady hervorgehoben. Darüber hinaus heißt es, Selleck sei derjenige gewesen, der die Aufnahmen hergestellt habe, für die Brady den ersten Preis bei der ersten Weltausstellung im Londoner Crystal Palace 1851 erhielt.

### Partnerschaft mit Johnson in San Francisco und Rückkehr nach Sacramento
Nachdem Johnsons Fotogalerie im November 1852 abgebrannt war, siedelten Johnson und Selleck nach San Francisco über und eröffneten dort in der Montgomery Street 142 eine gemeinsame Galerie unter dem Namen Johnson and Selleck’s Pacific Pioneer Daguerrean Gallery. Ab September 1853 stellten Johnson und Selleck auf dem Yerba Buena Cemetery, einem heute nicht mehr erhaltenen Friedhof in San Francisco, Fotos von Gräbern als Andenken für die Familien der Verstorbenen her, oder wie es in einem Artikel der Zeitung Alta California hieß:
| […] for the special purpose of taking daguerreotype views of the last resting place of those whose friends, either here or in the Atlantic States, may desire such a memento. | […] zu dem besonderen Zweck, Daguerreotypien von der letzten Ruhestätte derjenigen zu erstellen, deren Freunde – sei es hier, oder in den Staaten an der Atlantikküste – ein solches Andenken wünschen. |

Nur einen Monat später hieß es von Johnson und Selleck, die beiden machten ein gutes Geschäft beim Fotografieren in der Goldgräberregion.
Zwischen 1854 und 1856 arbeitete Selleck für Henry Sherman Beal in dessen Fotostudio in Sacramento. Für das Jahr 1855 ist sein Aufenthalt in Placer County nachgewiesen, wo er als einer der Vertreter der American Party an der California State Assembly teilnahm.
Von der Betätigung als Politiker in den bewegten Jahren des kalifornischen Goldrauschs bis zur gewitzten Vermarktung von Gräberfotos an daheimgebliebene Angehörige an der Ostküste – mit einem Verweis auf ein Duell, das Selleck Ende Oktober 1854 überlebte, kommt Jane L. Sapinwall in ihrem Buch Golden Prospects. Daguerreotypes of the California Gold Rush zu dem Urteil, Selleck sei ein „schillernde Persönlichkeit“ (engl. colorful character) gewesen.

### Eigenes Fotostudio in San Francisco

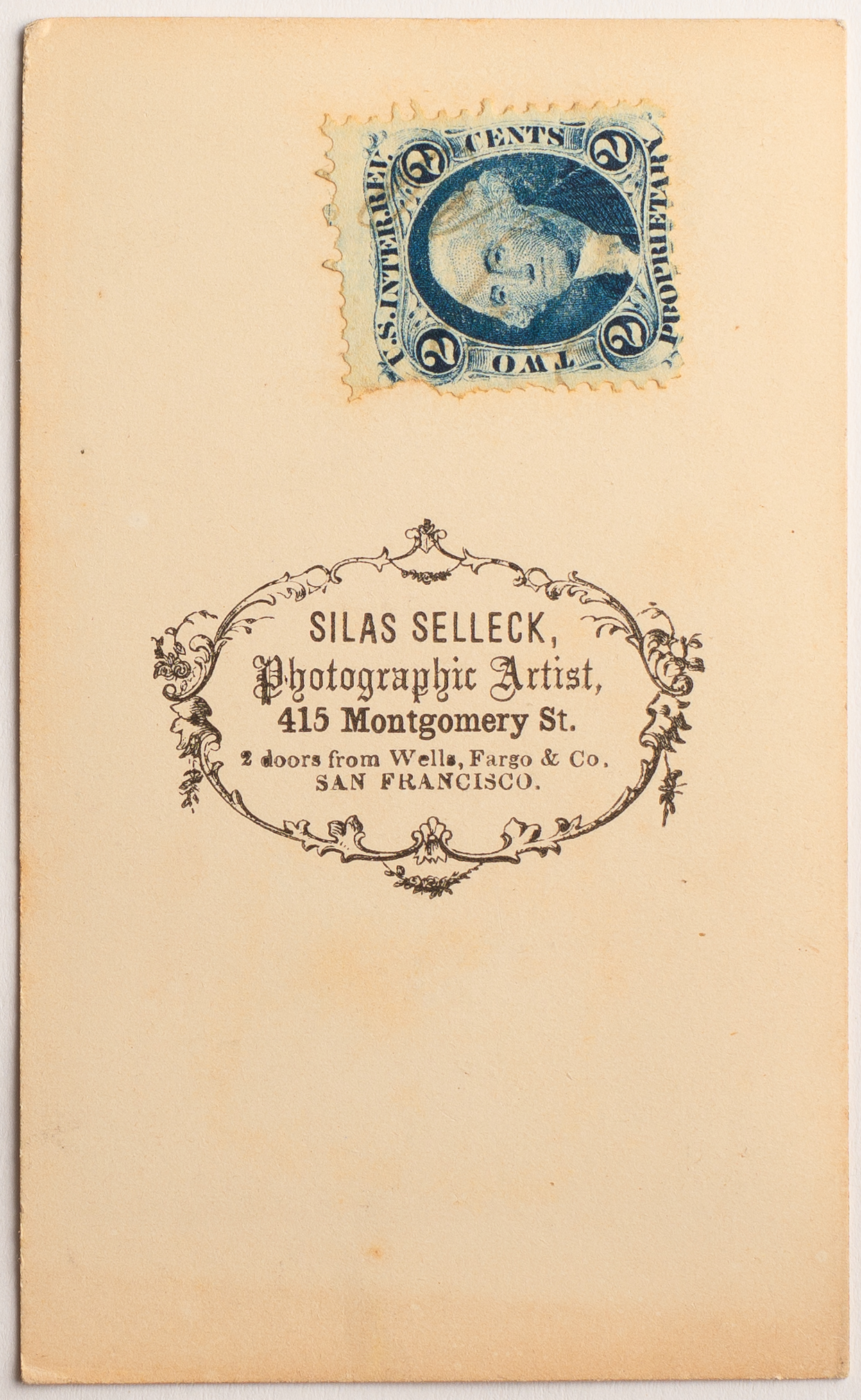
Revers einer von Selleck hergestellten Carte de Visite mit der Adresse 415 Montgomery Street, San Francisco. Durch die Steuermarke lässt sich die Carte de Visite auf die Zeit zwischen 1864 und 1866 datieren.

Im Jahr 1856 kamen Sellecks Frau Sarah und sein 1852 geborener Sohn Edwin aus New York nach San Francisco, wo sich die Familie nun dauerhaft ansiedelte. In den Jahren zwischen 1857 und 1861 betrieb Selleck sein eigenes Fotostudio in der Clay Street 163. In den Jahren 1857 und 1858 nahm er mit Aufnahmen an den Gewerbe- und Industrieschauen des San Francisco Mechanics’ Institute teil; 1857 gewann er mit seinen Ambrotypien die Goldmedaille und im Jahr darauf die Bronzemedaille. Im März 1858 war Selleck damit beschäftigt, die fünf- bis sechshundert Mitglieder der California Pioneer Association zu fotografieren. Der United States Census 1860 verzeichnet für Sellecks Haushalt neben seiner Frau und seinem Sohn auch die zweijährige Tochter Nellie und die sechs Monate alte Tochter Catharine.
Im Juli 1861 gab Selleck die Eröffnung eines neuen Studios bekannt, diesmal in der Montgomery Street 413½. Zwischen 1862 und 1876 kam die Cosmopolitan Art Gallery in der Montgomery Street 415 hinzu. Spätestens ab 1867 teilte er seine Galerie mit seinem alten Freund Eadweard Muybridge.
In den Jahren 1866 und 1867 war Selleck Präsident der San Francisco Photographic Artist’s Association. Im Jahr 1868 stellte er wieder auf der Gewerbe- und Industrieschau des San Francisco Mechanics’ Institute aus. Für die Zeit zwischen Juni 1869 und Juni 1870 wies Selleck einen Umsatz von fünftausend Dollar aus. Im Jahr 1872 zeigte die San Francisco Art Association seine Bilder.

### Letzte Jahre
Für das Jahr 1869 ist Selleck als Besitzer des Bay View Park Hotel in San Francisco nachgewiesen. 1880 war Selleck im Bergbaugeschäft tätig. Im Jahr 1885 kehrte Selleck zu seiner Tätigkeit als Fotograf zurück und arbeitete für Isaiah West Taber. Am 17. Juni 1885 starb er in San Francisco.

## Verbleib der Werke

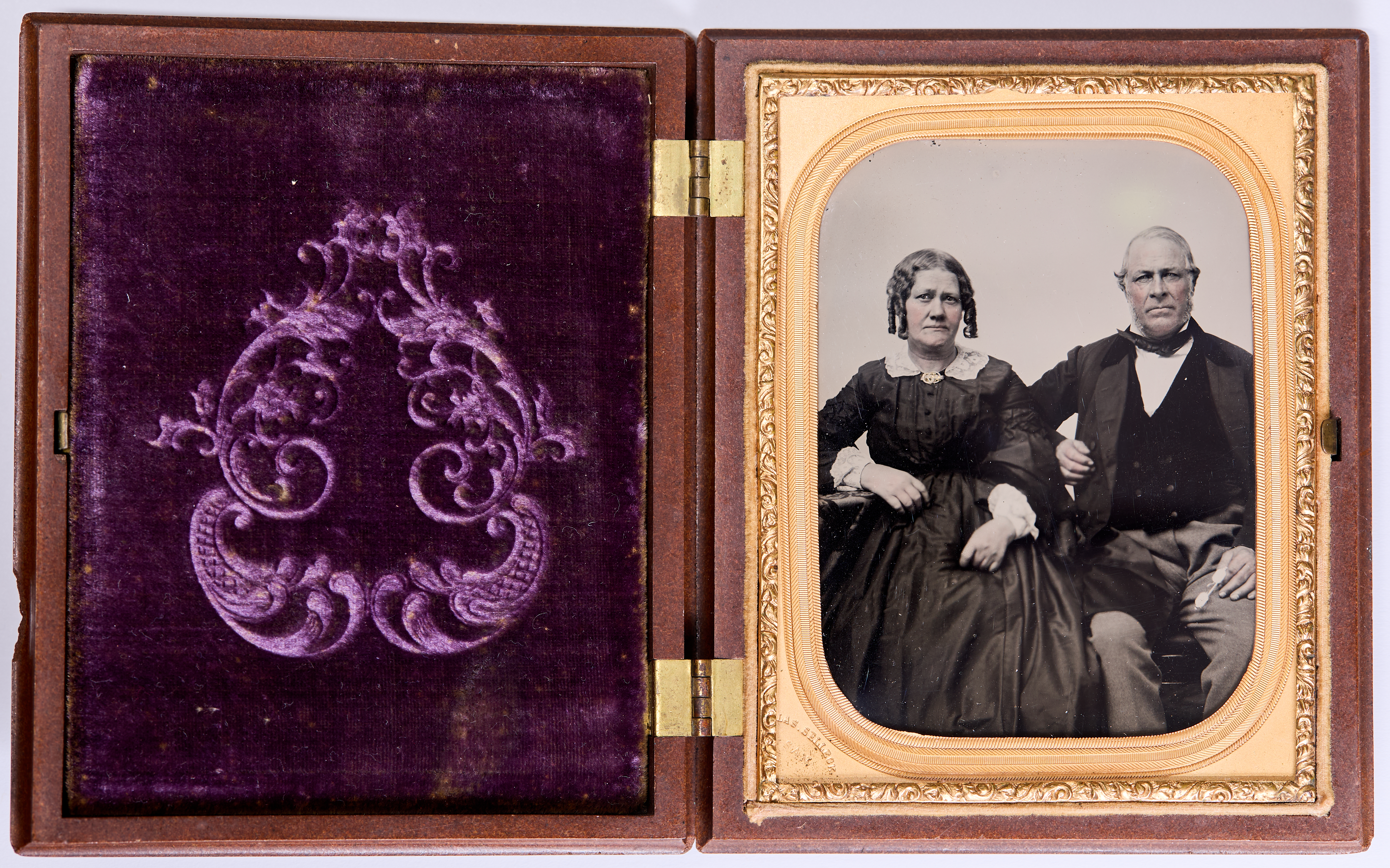
Ambrotypie mit Stempel des Fotografen in der linken unteren Ecke

Palmquist und Kailborn verweisen in ihrem Standardwerk Pioneer Photographers of the Far West auf den Umstand, dass – im Gegensatz zu Sellecks Cartes de Visites – nur wenige seiner Daguerreotypien und Ambrotypien erhalten sind. Ein als Daguerreotypie ausgeführtes Porträt befindet sich im Oakland Museum of California, eine Ambrotypie im Besitz der Society of California Pioneers. Sonstige Institutionen mit Beständen von Sellecks Werken sind laut Palmquist und Kailborn die California Historical Society (deren Bestände zu Beginn des Jahres 2025 in den Besitz der Stanford University übergingen), die University of the Pacific, das Yosemite Museum, das Mystic Seaport Museum, die National Portrait Gallery, die University of New Mexico, das George Eastman House und die Mariott Library der University of Utah. Darüber hinaus befinden sich weitere vier Ambrotypien, zwei Kabinettkarten sowie 63 Cartes de Visite in der von Palmquist über den Zeitraum von 30 Jahren aufgebauten Sammlung. Werke aus der Carl Mautz collection of cartes-de-visite photographs created by California photographers befinden sich im Bestand der Beinecke Rare Book & Manuscript Library der Yale University. Eine Ambrotypie, eine Kabinettkarte und 18 Cartes de Visite aus der Frank Schulenburg Photographic Collection sind über Wikimedia Commons verfügbar.